# Franz Josef Kuglitsch
Franz Josef Kuglitsch (* 30. Jänner 1956 in Klagenfurt) ist ein österreichischer Diplomat im Ruhestand. 

## Leben
Franz Josef Kuglitsch wuchs in Hermagor auf. Er ist verheiratet und hat vier Kinder. Er studierte von 1974 bis 1979 Rechtswissenschaft an der Universität Wien, wo er zum Doktor der Rechte promoviert wurde. Von 1980 bis 1981 studierte er am College of Europe in Brügge, das er mit dem Certificat des Hautes Etudes Européennes abschloss.
Im März 1982 trat er in den österreichischen auswärtigen Dienst ein. Bis 1983 arbeitete er im Bundesministerium für europäische und internationale Angelegenheiten. Von 1983 bis 1984 war Kuglitsch Attaché in Damaskus. Von 1984 bis 1987 war er in London Botschaftssekretär zweiter Klasse. Von 1987 bis 1990 war er in Tunis Botschaftssekretär erster Klasse. Von 1990 bis 1995 war er in der Abteilung KSZE/OSZE tätig. Von 1993 bis 1995 leitete er als Legationsrat das Referat für militärische Angelegenheiten der KSZE. Von 1995 bis 2000 war Kuglitsch in Washington, D.C. Gesandter. Von 2000 bis 2007 war er als Botschafter Vertreter der österreichischen Regierung im Politischen und Sicherheitspolitischen Komitee (PSK) der EU und Ständiger Vertreter der österreichischen Regierung bei der Westeuropäischen Union, bei der Österreich in diesem Zeitraum Beobachterstatus hatte. Während der österreichischen EU-Präsidentschaft 2006 war er Vorsitzender der PSK. 
Von Oktober 2007 bis Oktober 2011 leitete er die Abteilung Ost- und Südosteuropa im Außenministerium und wurde im Juli 2009 auch zum stellvertretenden Politischen Direktor im Ministerium ernannt. Im November 2011 wurde er Botschafter in Tel Aviv und am 4. Jänner 2012 akkreditiert. Im November 2015 wurde Kuglitsch im Amt als Botschafter Österreichs in Israel von Martin Weiss abgelöst. Von 2016 bis 2017 leitete er die Abteilung für Abrüstung, Rüstungskontrolle und Non-Proliferation im Außenministerium. Als Mitglied der Kerngruppe war Österreich federführend an der Ausarbeitung des Vertrages über das Verbot von Atomwaffen beteiligt. Im September 2017 trat er sein Amt als österreichischer Botschafter in Mexiko an (Mitakkreditierung in Belize, Guatemala, Honduras, Costa Rica, El Salvador, Nicaragua). Am 8. Mai 2018 überreichte er dem mexikanischen Präsidenten Enrique Peña Nieto sein Beglaubigungsschreiben. Mit Erreichen der Altersgrenze trat Kuglitsch Ende Jänner 2021 in den Ruhestand. Der Ministerrat hat Kuglitsch am 15. September 2021 zuerst bis März 2024 und danach nochmals bis 2029 zum Vorsitzenden des Kuratoriums des Auslandsösterreicherfonds (AÖF) bestellt.